# 本克爾曼鎮區 (堪薩斯州夏延縣)
本克爾曼鎮區（英語：Benkelman Township）為美國堪薩斯州夏延縣的鎮區。2010年美国人口普查中該鎮區人口有28人。

## 地理
本克爾曼鎮區涵蓋面積186.35平方（71.95平方英里），境內無城市設立。

### 墓園
根據美國地質調查局的資料，此鎮區擁有1座墓園：
- 巴特爾克里克墓園（Battle Creek Cemetery）

### 溪流
通過此鎮區的溪流有：
- 巴特爾溪（Battle Creek）
- 大廷伯溪（Big Timber Creek）
- 克羅斯比溪（Crosby Creek）

## 人口統計
根據2010年美國人口普查，本克爾曼鎮區人口有28人，住房19戶，人口密度為0.15人/每平方公里。此鎮區居民之種族有100%為白人；0%為非裔美洲人；0%為美洲原住民；0%為亞洲人；0%為太平洋島民；0%為其他種族；另外有0%為混血種族。而西班牙裔或拉丁裔美洲人佔此鎮區人口的0%。

## 外部連結
- City-Data.com （页面存档备份，存于）